# My Army of Lovers
"My Army of Lovers" är en låt av Army of Lovers och utgiven som singel i maj 1990. Låten, som återfinns på studioalbumet Disco Extravaganza, är skriven av Alexander Bard, Jean-Pierre Barda, Tim Norell och Peo Thyrén.
Musikvideon till låten vann en Grammis för bästa musikvideo år 1991.
En strof lyder: 
| ” | Pour l'univers on quitte la Terre Heureux joyeux | „ |

## Låtlista

### Vinylsingel – 7"
1. "My Army of Lovers" (Album Version) – 3:27
2. "Scorpio Rising" (Album Version) – 4:33

### CD-maxi
1. "My Army of Lovers" (Concrete Ghetto Mix) – 8:46
2. "My Army of Lovers" (Pisces Atmosphere Mix) – 5:23
3. "My Army of Lovers" (Nuzak Remix Club Edit) – 6:26
4. "My Army of Lovers" (Pisces Stratosphere Mix) – 5:51